# Jeltje de Bosch Kemper
Jeltje de Bosch Kemper (Amsterdam, 1836 – 1916) fou una feminista neerlandesa.

## Biografia
Era membre de la família noble Kemper. S'educà en una escola per a xiquetes. Començà a interessar-se en temes feministes després de llegir L'esclavitud de les dones de John Stuart Mill i Harriet Taylor Mill.

## Trajectòria professional
El 1871, entrà en Algemeene Nederlandsche Vrouwenvereeniging, fundada per Betsy Perk, una associació pels drets de les dones a rebre educació i treballar per a mantenir-se a si mateixes. Kemper en fou membre de la junta departamental d'Amsterdam. Després d'una lluita de poder, Kemper fundà Algemeene Nederlandsche Vrouwenvereeniging 'Tesselschade', que va presidir entre el 1886 i 1911. L'objectiu n'era millorar la sort de les dones empobrides, ajudant-les a mantenir-se. Kemper també, com a tresorera de 'Tesselschade' (des del 1874), es va assegurar que també s'hi establís un "Fons d'Educació" Louise Frederike Wijnaendts.
Millorar l'educació artesana a les escoles primàries n'esdevingué un dels objectius. De Bosch Kemper va ser membre de la junta de l'Escola Diürna de Dibuix i Artesania per a Xiquetes.
A partir del 1878 fundà Vereeniging voor Ziekenverpleging, els primers cursos per a formar infermeres professionals als Països Baixos. I des del 1890 fou presidenta del Maandblad voor Ziekenverpleging. El 1892 va presidir el Congrés d'Infermeria, que va crear el Nederlandsche Bond voor Ziekenverpleging (1893). L'Amsterdam Housekeeping School també es creà el 1891 per iniciativa seua.
El fil conductor de les activitats feministes de Bosch Kemper fou la cerca d'una vida independent per a les dones amb el seu propi treball, basada en una sòlida educació. El 1894, fou presidenta del Comité per a la Millora de la Condició Social i Legal de les Dones als Països Baixos, Maatschappelijken en den Rechtstoestand der Vrouw, a Holanda, i per a millorar els drets legals de les dones. Això propicià, entre altres coses, la revista Belang en Recht, que es publicà juntament amb la Unió de Dones de Groningen i l'associació de docents Thugatèr. El 1907 pertanyia a l'Associació Holandesa per al Sufragi Femení. La seua germana menor, Christine de Bosch Kemper, també era una activista pels drets de les dones.
Bosch Kemper morí a Amsterdam el 16 de febrer del 1916.

## Premis i reconeixements
Fou nomenada Dama de l'Orde d'Orange-Nassau en el seu seixanté aniversari.(2)